# Rekrut: FBI
Rekrut: FBI (ang. The Rookie: Feds) – amerykański serial telewizyjny (dramat policyjny, kryminał, serial akcji) wyprodukowany przez ABC Studios, Entertainment One, Perfectman Pictures oraz Winterworks, będący spin-offem serialu Rekrut. Twórcami produkcji zostali Alexi Hawley i Terence Paul Winter, a amerykańska premiera serialu nastąpiła 27 września 2022 roku.
W Polsce serial zadebiutował 19 marca 2024 na antenie AXN.

## Fabuła
Serial opowiada o nauczycielce Simone Clark, która postanowiła spełnić swoje marzenie o wstąpieniu do Akademii FBI. Zostaje najstarszym rekrutem w historii Akademii, który musi się zmierzyć z czekającymi nowymi wyzwaniami i obowiązkami.

## Obsada

### Główna
- Niecy Nash-Betts jako Simone Clark
- Frankie Faison jako Christopher "Cutty" Clark
- James Lesure jako Carter Hope
- Britt Robertson jako Laura Stensen
- Felix Solis jako Matthew "Matt" Garza
- Kevin Zegers jako Brendon Acres

### Drugoplanowa
- Michelle Nuñez jako Elena Flores
- Devika Bhise jako Antoinette Benneteau
- Courtney Ford jako Tracy Chiles
- Jessica Betts jako DJ

### Gościnna
- Thomas Dekker jako Eli Reynolds
- Eric Roberts jako Josh Reynolds
- Oceanne Iradukunda jako kolega Simone
- Deniz Akdeniz jako Mark Atlas
- Tom Arnold jako Miles Butkus
- David Ramsey jako Greg Wright
- Dia Nash jako Billie
- Mateo Pollock jako Max
- Wallace Langham jako Alan Brady
- Teddy Sears jako George Rice
- Donna Mills jako Layla Laughlin
- Carlos Leal jako Tobias Kazan

### Specjalna (z serialuRekrut):
- Nathan Fillion jako John Nolan
- Alyssa Diaz jako Angela Lopez
- Brent Huff jako Quigley Smitty
- Melissa O’Neil jako Lucy Chen
- Eric Winter jako Tim Bradford
- Richard T. Jones jako Wade Grey
- Shawn Ashmore jako Wesley Evers

## Przegląd sezonów
| Sezon | Sezon | Odcinki | Oryginalna emisja (ABC) | Oryginalna emisja (ABC) | Emisja w Polsce (AXN) | Emisja w Polsce (AXN) | Emisja w Polsce (AXN) |
| Sezon | Sezon | Odcinki | Premiera sezonu         | Finał sezonu            | Premiera sezonu       | Finał sezonu          |                       |
| ----- | ----- | ------- | ----------------------- | ----------------------- | --------------------- | --------------------- | --------------------- |
|       | Pilot | 2       | 24 kwietnia 2022        | 1 maja 2022             | 5 lipca 2022          | 12 lipca 2022         |                       |
|       | 1     | 22      | 27 września 2022        | 2 maja 2023             | 19 marca 2024         | 13 sierpnia 2024      |                       |

## Lista odcinków

### Odcinki pilotowe (2022)
Odcinki pilotowe serialu są jednocześnie 19 i 20 odcinkiem 4 sezonu serialu Rekrut.
| N/o | #  | Tytuł  | Polski tytuł | Premiera (ABC)   | Premiera w Polsce (AXN) |
| --- | -- | ------ | ------------ | ---------------- | ----------------------- |
| 73  | 19 | Simone | Simone       | 24 kwietnia 2022 | 5 lipca 2022            |
| 74  | 20 | Enervo | Enervo       | 1 maja 2022      | 12 lipca 2022           |

### Sezon 1 (2022–2023)
| Nr | #  | Tytuł               | Premiera (CBS)       | Premiera w Polsce (AXN) |
| --- | -- | ------------------- | -------------------- | ----------------------- |
| 1 | 1  | Day One             | 27 września 2022     | 19 marca 2024           |
| 2 | 2  | Face Off            | 4 października 2022  | 26 marca 2024           |
| 3 | 3  | Star Crossed        | 11 października 2022 | 2 kwietnia 2024         |
| 4 | 4  | To Die For          | 18 października 2022 | 9 kwietnia 2024         |
| Odcinek jest drugą częścią dwuodcinkowego crossoveru z serialem: Rekrut (część 1: sezon 5, odcinek 4).  |    |                     |                      |                         |
| 5 | 5  | Felicia             | 25 października 2022 | 16 kwietnia 2024        |
| 6 | 6  | The Reaper          | 1 listopada 2022     | 23 kwietnia 2024        |
| 7 | 7  | Countdown           | 15 listopada 2022    | 30 kwietnia 2024        |
| 8 | 8  | Standoff            | 22 listopada 2022    | 7 maja 2024             |
| 9 | 9  | Flashback           | 29 listopada 2022    | 14 maja 2024            |
| 10 | 10 | The Silent Prisoner | 3 stycznia 2023      | 21 maja 2024            |
| Odcinek jest drugą częścią dwuodcinkowego crossoveru z serialem: Rekrut (część 1: sezon 5, odcinek 10). |    |                     |                      |                         |
| 11 | 11 | Close Contact       | 10 stycznia 2023     | 28 maja 2024            |
| 12 | 12 | Out for Blood       | 17 stycznia 2023     | 4 czerwca 2024          |
| 13 | 13 | The Remora          | 24 stycznia 2023     | 11 czerwca 2024         |
| 14 | 14 | The Offer           | 31 stycznia 2023     | 18 czerwca 2024         |
| 15 | 15 | Dead Again          | 14 lutego 2023       | 25 czerwca 2024         |
| 16 | 16 | For Love and Money  | 21 lutego 2023       | 2 lipca 2024            |
| 17 | 17 | Payback             | 28 lutego 2023       | 9 lipca 2024            |
| Odcinek jest drugą częścią dwuodcinkowego crossoveru z serialem: Rekrut (część 1: sezon 5, odcinek 17). |    |                     |                      |                         |
| 18 | 18 | Seeing Red          | 21 marca 2023        | 16 lipca 2024           |
| 19 | 19 | Burn Run            | 28 marca 2023        | 23 lipca 2024           |
| 20 | 20 | I Am Many           | 18 kwietnia 2023     | 30 lipca 2024           |
| 21 | 21 | Bloodline           | 25 kwietnia 2023     | 6 sierpnia 2024         |
| Odcinek jest drugą częścią dwuodcinkowego crossoveru z serialem: Rekrut (część 1: sezon 5, odcinek 21). |    |                     |                      |                         |
| 22 | 22 | Red One             | 2 maja 2023          | 13 sierpnia 2024        |

## Produkcja
Pierwsze doniesienia na temat serialu pojawiły się 8 lutego 2022 roku, według których stacja ABC rozwijała produkcję nowego serialu, będącego spin-offem serialu Rekrut. Zapowiedziano wtedy, że wprowadzenie do serialu nastąpi w odcinku pilotowym będącym częścią serialu-matki: Rekrucie.
Serial zadebiutował 24 września 2022 roku, a 21 października 2022 dostał zamówienie na pełny 22-odcinkowy sezon. Ponad rok później, w dniu 9 listopada 2023 roku, stacja ABC ogłosiła anulowanie serialu.